# James Girard Lindsley

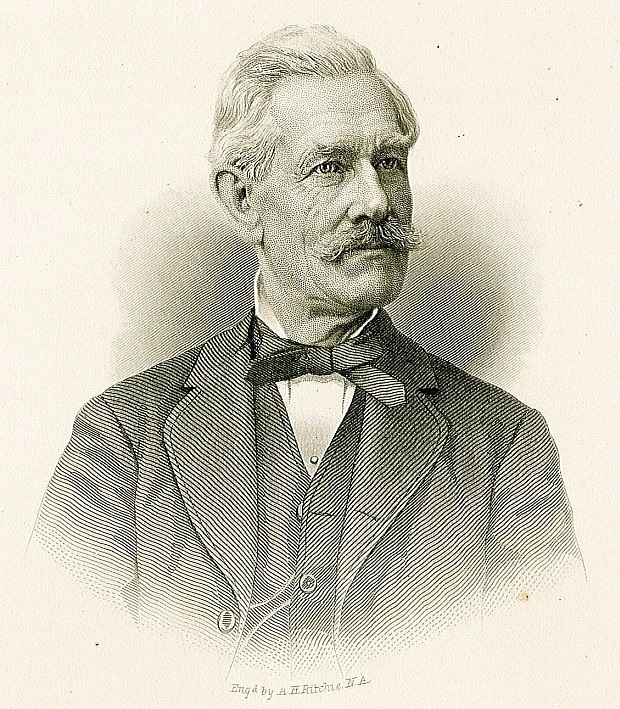
James Girard Lindsley

James Girard Lindsley (* 19. März 1819 in Orange, New Jersey; † 4. Dezember 1898 in Kingston, New York) war ein US-amerikanischer Politiker. Zwischen 1885 und 1887 vertrat er den Bundesstaat New York im US-Repräsentantenhaus.

## Werdegang
James Girard Lindsley wurde ungefähr vier Jahre nach dem Ende des Britisch-Amerikanischen Krieges in Orange geboren. Er besuchte öffentliche Schulen, die Ransom’s Military Academy und die Pierson’s Orange Classical School. Dann zog er nach New York. Zwischen 1859 und 1864 war er Trustee in der Village von Rondout. Er war 1852 sowie zwischen 1867 und 1869 Präsident in der Village von Rondout. Man wählte ihn im März 1872 zum Supervisor von Kingston und im April desselben Jahres zum ersten Bürgermeister in Kingston – ein Amt, in welches er in den folgenden sechs Jahren stets wiedergewählt wurde. Politisch gehörte er der Republikanischen Partei an.
Bei den Kongresswahlen des Jahres 1884 für den 49. Kongress wurde Lindsley im 17. Wahlbezirk von New York in das US-Repräsentantenhaus in Washington, D.C. gewählt, wo er am 4. März 1885 die Nachfolge von Henry G. Burleigh antrat. Da er auf eine erneute Kandidatur im Jahr 1886 verzichtete, schied er nach dem 3. März 1887 aus dem Kongress aus.
Nach seiner Kongresszeit war er Geschäftsführer (general manager) der Newark Lime & Cement Manufacturing Co. in Kingston. Er war Gründer und Präsident der Kingston Water Co. Am 4. Dezember 1898 verstarb er in Kingston. Sein Leichnam wurde dann auf dem Montrepose Cemetery in Rondout beigesetzt.